# Il debito
Il debito (The Debt) è un film del 2010 diretto da John Madden, remake del film israeliano Ha-Hov, diretto nel 2007 da Assaf Bernstein.

## Trama
La trama del film scorre tra passato e presente. Nel 1965 tre giovani agenti del Mossad, Rachel Singer, Stefan Gold e David Peretz, sono in missione segreta a Berlino Est per catturare, esfiltrare e consegnare alla giustizia israeliana un criminale di guerra nazista, Dieter Vogel, il temuto chirurgo del Campo di sterminio di Birkenau. La loro missione tuttavia fallisce in quanto, dopo aver rapito Vogel, non riescono poi a trasferirlo a Berlino Ovest come invece era stato pianificato. Sono quindi costretti a tenerlo segregato nel loro appartamento in attesa di elaborare un piano alternativo, cosa che tuttavia non si concretizza.
La notte di capodanno Vogel riesce a liberarsi e a sopraffare Rachel (che in quel momento era di guardia da sola) e a fuggire. I tre protagonisti sono pervasi dai sensi di colpa e dalla consapevolezza di avere fallito la missione. Stefan propone allora di concertare una diversa versione dei fatti: riferiranno che Rachel ha sparato a Vogel, uccidendolo, mentre questi fuggiva e che il corpo è stato quindi seppellito. David e Rachel, inizialmente riluttanti, accettano a malincuore di sostenere la versione proposta da Stefan. I tre tornano quindi in Israele da eroi.
Nel 1997 Sarah, figlia di Rachel e di Stefan (i due infatti si erano sposati al rientro dalla missione, ma poi hanno divorziato), scrive un libro di successo in cui la figura della madre viene esaltata, conformemente alla versione "ufficiale" dei fatti. Proprio allora però gli eventi subiscono una svolta. Prima si assiste al suicidio di David, non più capace di sostenere la menzogna che da oltre trent'anni ha condizionato la vita dei tre protagonisti. Poi un giornalista ucraino scrive un articolo in cui sostiene che Vogel è tuttora vivente in Ucraina, disponibile a rilasciargli un'intervista. Stefan, che nel frattempo è costretto su una sedia a rotelle, si confronta con Rachel, spiegandole che per salvaguardare la loro versione dei fatti è necessario che lei si rechi in Ucraina per trovare Vogel ed eventualmente ucciderlo.
Rachel alla fine acconsente, va a Kiev e, sbirciando tra gli appunti del giornalista, scopre che Vogel è in un ricovero per anziani e disadattati. Si accorge però che l'uomo che sta cercando è in realtà un impostore che, in fin di vita, è probabilmente in cerca di notorietà. Lascia infine una nota scritta al giornalista e telefona a Stefan per informarlo, dicendogli di non essere più disposta a dire bugie, una sorta di confessione. Si prepara ad andarsene e proprio allora però scorge il vero Vogel tra i pazienti e lo segue in un'ala isolata dell'edificio. I due hanno una colluttazione durante la quale il nazista colpisce per due volte Rachel con un paio di forbici, prima che ella possa infine colpirlo con una siringa contenente veleno. Vogel muore mentre Rachel, gravemente ferita, se ne va.

## Produzione
Il film è stato girato tra Londra, Budapest e Tel Aviv.

## Distribuzione
Il film è uscito nelle sale italiane il 16 settembre 2011 a cura della Universal Pictures.